# Inmunoprecipitación de cromatina
La Inmunoprecipitación de cromatina (ChIP en inglés) es un método bioquímico de inmunoprecipitación usado para determinar los sitios de unión en el genoma de diversas proteínas in vivo, como histonas modificadas y también se emplea para estudiar la unión de factores de transcripción al ADN.
Esta técnica consiste en el uso de un anticuerpo que reconozca la proteína de interés, no solamente en disolución sino también en la cromatina.
Determinar la distribución de las modificaciones específicas de las histonas y sus variantes, así como la de otros componentes de la cromatina sobre secuencias específicas del ADN, proporciona información valiosa acerca de cómo funcionan estas proteínas y sus modificaciones, dentro del contexto de la cromatina. La estructura de la cromatina desempeña un papel fundamental en la función del ADN, regula procesos que se dan sobre la estructura del nucleosoma como la transcripción, la replicación y la recombinación.[cita requerida]
La técnica de Inmunoprecipitación de cromatina (ChIP) consta básicamente de los pasos:
1. Las células in vivo son tratadas con formaldehído para que se fijen las interacciones proteína-proteína y las interacciones proteína-ADN.
2. Las células son lisadas para separar el ADN unido a proteínas del resto de los componentes celulares.
3. Se sonica la solución para fraccionar la cromatina unida a las proteínas, obteniendo fragmentos de longitud más pequeña. Este conjunto de ADN fraccionado unido a los factores de transcripción se denomina input.
4. Se realiza la inmunoprecipitación de los complejos proteína-ADN con anticuerpos específicos para la proteína de interés.
5. Los fragmentos de ADN se separan de las proteínas mediante acidificación y se aíslan.
6. Las secuencias específicas de ADN inmunoprecipitadas son entonces amplificadas por PCR para determinar si han sido o no enriquecidas en las muestras correspondientes para cada anticuerpo.[2][1]